# Santa Cruz da Esperança
Santa Cruz da Esperança – miasto i gmina w Brazylii, w stanie São Paulo. Znajduje się w mezoregionie Ribeirão Preto. Jest częścią ekonomiczno-statystycznego mikroregiou Batatais.